# La màscara
|  | «The Mask» redirigeix aquí. Vegeu-ne altres significats a «Mask». |

La màscara (títol original: The Mask) és una pel·lícula estatunidenca dirigida per Chuck Russell, estrenada l'any 1994. El film s'inspira en una sèrie de còmics publicats per Dark Horse Comics. Una sèrie d'animació ha estat dirigida a partir del film i difosa de 1995 a 1997. Una continuació, El fill de la màscara, va sortir l'any 2005. Ha estat doblada al català.

## Argument
Stanley Ipkiss és un banal empleat de banca. La seva passió són els cartoons de Tex Avery. Un vespre, troba un antic mascarot dotat d'extraordinaris poders, que revela la personalitat exagerada del seu posseïdor. Cada vegada que se'l posa, esdevé The Mask, personatge esbojarrat segur d'ell mateix i ple de recursos.
Espera que aquest mascarot li permetrà vèncer la seva timidesa i de conquistar així el cor de la cantant de cabaret Tina Carlyle. No obstant això, Tina és la parella de Dorian Tyrell, un mafiós que intenta aconseguir el mascarot. A més, un policia astut, el tinent Kellaway, ha endevinat que Stanley és l'autor d'un robatori audaç.
Stanley farà tot el possible per guanyar l'amor de Tina i desempallegar-se a la vegada del mafiós i del policia.

## Repartiment
- Jim Carrey: Stanley Ipkiss / The Mask
- Cameron Diaz: Tina Carlyle
- Peter Greene: Dorian Tyrell
- Peter Riegert: Tinent Mitch Kellaway
- Amy Yasbeck: Peggy Brandt
- Richard Jeni: Charlie Schumaker
- Jim Doughan: Detectiu Doyle
- Nancy Fish: Mrs Peenman
- Orestes Matacena: Niko
- Ben Stein: Dr. Arthur Neuman
- Johnny Williams: Burt Ripley, el mecànic
- Tim Bagley: Irv Ripley, el mecànic
- Reg E. Cathey: Freeze
- Denis Forest: Eddy
- Nils Allen Stewart: Orlando
- Jeremy Roberts: Bobby,
- Eamonn Roche: Mr Dickey
- Blake Clark: Murray
- Joely Fisher: Maggie
- Ivory Ocean Med Hondo): Mitchell Tilton, l'alcalde d'Edge City

## Banda original
1. Cuban Pete (C & C Pop Radio Edit) - Jim Carrey
2. Who's That Man - Xscape
3. This Business of Love - Domino
4. Bounce Around - Tony! Toni! Toné!
5. (I Could Only) Whisper Your Name - Harry Connick Jr.
6. You Would Be My Baby - Vanessa Lynn Williams
7. Hi De Ho - K7
8. Let the Good Times Roll - Fishbone
9. Straight Up - The Brian Setzer Va Orquestrar
10. Hey! Pachuco! - Royal Crown Revista
11. Gee Baby, Ain't I Good To You - Susan Boyd
12. Cuban Pete (Arkin Movie Mix) - Jim Carrey

## Rebuda

### Box-office
El film ha estat un molt gran èxit comercial, informant 119.938.730 $ als Estats Units i 231.644.677 $ a la resta del món, o sigui un total de 351.583.407 $, cosa que el situa en el 4t lloc al box-office mundial 1994.

### Acollida critica
El film ha estat igualment ben acollit per la critica, en el lloc internet Rotten Tomatoes, obté el 75 % de critiques positives, amb un resultat mig de 6,4/10 i sobre 44 critiques recollides. En el lloc Metacritic, obté un resultat de 56/100, sobre la base de 12 critiques.

## Premis i nominacions
Llevat d'esment contrari, aquesta llista prové d'informacions d'Internet Movie Database.

### Premis i nominacions
- Festival Internacional de Cinema Fantàstic de Catalunya 1994
  - Millors efectes especials
- BMI Film & TV Awards el 1995:
  - BMI Film Music Award per Randy Edelman

### Nominacions
- Premis Oscar de 1994 :
  - Oscar als millors efectes visuals
- Premis Globus d'Or l'any 1995:
  - Globus d'Or al millor actor musical o còmic per Jim Carrey
- Premi BAFTA 1995:
  - BAFTA al millor disseny de producció
  - BAFTA al millor maquillatge i perruqueria
  - BAFTA als millors efectes visuals
- Premis Saturn 1995:
  - Millor film fantàstic
  - millor vestuari
  - Millor maquillatge
- Premi Hugo el 1995:
  - Millor film

## Al voltant de la pel·lícula
- El taller on Stanley Ipkiss va buscar el seu cotxe reparat no és altre que l'antic quarter de bombers que va servir de Quarter General als membres de Els caçafantasmes en el film del mateix nom.
- Es tracta del primer paper al cinema de Cameron Diaz.
- La rèplica de Jim Carrey quan una bala el va ferir al Coco Bongo,

| « | Digues-li a Scarlett que aquest no és el meu principal problema | » |

 és una referència a la més famosa rèplica d' Allò que el vent s'endugué.
- La rèplica « Petit, tu estàs dotat, molt dotat, però mentre estigui a l'ofici no seràs més que el segon » és una referència al film El rei del joc (1965) amb Steve McQueen.
- El film comporta de nombroses referències a les cartoons de Tex Avery: el comportament de Stanley al Congo Bongo recorda el del llop als cabarets durant els números de la pin-up pèl-roja, els dibuixos que es materialitzen, els grans malls... A més a més, gira sobre ell mateix a gran velocitat, com Taz dels Looney Tunes. Pel que fa a Milo, quan es posa el mascarot, riu com reia Diabolo, el gos de la sèrie Satanas i Diabolo de Hannah Barbera.